# Бійня у Ремелі
Бійня у Ремелі, Різанина у Ремелі, Трагедія села Ремель  — воєнний злочин масового вбивства мирних жителів села Ремель, скоєний змішаним військовим підрозділом СС та польського шуцманшафту 17 березня 1943 року. З понад 500 мешканців вдалось вижити тільки 73 особам. Усі будівлі, за винятком школи, були спалені. Багато жертв убито з особливою жорстокістю, зокрема учні місцевої школи спалені живцем в одному з господарських будинків. Тіла більш ніж 400 жертв поховані у братській могилі.

## Передумови
1 березня 1943 року підрозділ УПА напав на німецьку комендатуру в містечку Олександрія. Через кілька днів повстанці напали на охорону залізничного моста через Горинь у районі Олександрії. Крім того, 15 березня всі українці, які служили у німецькій поліції, перейшли зі зброєю до УПА. Поляки з колонії Пухава донесли нацистам про те, що серед нападників на німецькі об'єкти були вихідці з Ремеля, а місцевий польський поміщик на прізвище Колодзєйчик навмисно надав німцям неправдиву інформацію про те, що в Ремелі нібито є осередок УПА.

## Перебіг подій
Близько 3-ї години ночі 17 березня 1943 року з польської колонії Осада Креховецька, де містився концтабір, до села підійшов змішаний польсько-нацистський відділ. Село було оточено трьома кільцями есесівців. Усередину пропустили польських шуцманів, які почали вчиняти вбивства. На початку нападу жителі села не знали причини оточення і вважали, що починається акція набору працівників у Німеччину. У зв'язку із цим багато хто з мешканців не вжив жодних заходів, щоб зберегти своє життя. Наміри нападників стали зрозумілими, коли почалися перші вбивства та підпали будинків.
Хронологічно відбулося дві фази знищення села. Перша найактивніша тривала до обіду, після цього виконавці виїхали назад до Осади Креховецької на обід. Потім відбулася друга фаза, впродовж якої знищили тих жителів, які ще залишилися живими й перебували у схованках. Після знищення населення та будівель німці змусили жителів Олександрії прибути на руїни села та перегнати звідти худобу, яка ще залишилася жива, а також забрати запаси їжі та продовольства. Різним способом удалося врятуватися 73 особам. Хтось зумів утекти, когось не знайшли у сховку, а хтось залишився живим після масових розстрілів через неуважність убивць. Єдина особа, яку нападники відпустили, був учитель Леонід Вечора, оскільки той був поляком за національністю. Вцілілих прихистили мешканці навколишніх сіл, хоч останні й ризикували. Серед сімей, які допомагали ремельцям, нібито була й родина першого Президента України Леоніда Кравчука, яка тоді жила в селі Великий Житин. Через кілька днів жителі навколишніх сіл викопали спільну могилу, деяких поховали в їхніх дворах.

### Способи вбивств
Основним способом убивств був розстріл лежачих. Людей, яких застали в хатах або місцях сховку, виводили, часто у хлів, наказували лягати й після цього розстрілювали. Крім того, у випадках масового скупчення використовували підривання гранатами. Найжорстокішим було спалення людей живими. Таким способом убили учнів місцевої школи, які зранку прийшли на уроки. Їх відвели в сусідню дровітню, яку підпалили. Деяких мешканців, яких убивці зустрічали на вулицях, також кидали живими в палаючі будинки.

### Доля винуватців
Відразу після знищення Ремеля один уцілілий хлопець зумів пробратись у будинок поміщика Колодзєйчика, який відіграв фатальну роль у долі села, та вбити його. Ім'я хлопця невідоме. Решті німців і поляків здебільшого вдалося безкарно виїхати з Волині разом із нацистськими військами, що відступали.

## Реакція
24 березня 1943 року об'єднана група УПА у складі сотень «Недолі», «Жука», «Очмани» та «Клена» знищила охорону концтабору разом з комендантом і звільнила 176 в'язнів.

## Особи, які були вбиті у Ремелі 17 березня 1943 року
- Балдюк Агафія
- Балдюк Марія
- Балдюк Надія
- Балдюк Наталія
- Балдюк Петро
- Бачук Марія
- Бачук Надія Іванівна
- Бачук Надія Павлівна
- Бачук Олена
- Берчук Анастасія
- Берчук Василь
- Берчук Михайло
- Берчук Ніна
- Берчук Тимофій
- Бондарчук Анастасія
- Бондарчук Василь
- Бондарчук Віра
- Бондарчук Галина
- Бондарчук Григорій
- Бондарчук Єва
- Бондарчук Катерина
- Бондарчук Марія
- Бондарчук Охрім
- Дацюк Агафія
- Дацюк Ананій
- Дацюк Анастасія
- Дацюк Андрій
- Дацюк Варвара
- Дацюк Василина
- Дацюк Василь Олександрович
- Дацюк Василь Опанасович
- Дацюк Василь Романович
- Дацюк Володимир
- Дацюк Галина
- Дацюк Ганна Гаврилівна
- Дацюк Ганна Степанівна
- Дацюк Григорій
- Дацюк Гриппа
- Дацюк Дмитро
- Дацюк Євдокія Максимівна
- Дацюк Євдокія Тимофіївна
- Дацюк Євфросинія Степанівна
- Дацюк Іван
- Дацюк Катерина Вікторівна
- Дацюк Катерина Василівна
- Дацюк Катерина Самійлівна
- Дацюк Катерина Тимофіївна
- Дацюк Корній Софронович
- Дацюк Ксенія
- Дацюк Марія Григорівна
- Дацюк Марія Миколаївна
- Дацюк Марія Самійлівна
- Дацюк Микола Юхимович
- Дацюк Мефодій Степанович
- Дацюк Михайло Андрійович
- Дацюк Михайло Іванович
- Дацюк Михайло Корнійович
- Дацюк Михайло Прокопович
- Дацюк Надія Тимофіївна
- Дацюк Нестор Васильович
- Дацюк Олександр Григорович
- Дацюк Олександра Іванівна
- Дацюк Олексій Федорович
- Дацюк Олена Євтухівна
- Дацюк Ольга Тимофіївна
- Дацюк Охрім Григорович
- Дацюк Палагея Кузьмівна
- Дацюк Парасковія
- Дацюк Петро
- Дацюк Прокіп
- Дацюк Роман
- Дацюк Самійло
- Дацюк Сергій
- Дацюк Таїсія
- Дацюк Тимофій
- Дацюк Улита
- Дацюк Устинія
- Дацюк Федір Панасович
- Дацюк Федір Юхимович
- Дацюк Хіонія Олександрівна
- Дацюк Анастасія Йосипівна
- Денищук Анастасія Трохимівна
- Денищук Андрій
- Денищук Василь
- Денищук Володимир
- Денищук Галина
- Денищук Ганна
- Денищук Катерина Йосипівна
- Денищук Катерина Олександрівна
- Денищук Леонід
- Денищук Марія
- Денищук Матвій
- Денищук Микола
- Денищук Михайло
- Денищук Надія Степанівна
- Денищук Надія Трохимівна
- Денищук Олександр
- Денищук Ольга
- Денищук Опанас
- Денищук Охрім
- Денищук Парасковія Михайлівна
- Денищук Парасковія Трохимівна
- Денищук Петро
- Денищук Степан
- Денищук Тарас
- Денищук Трохим
- Денищук Устя
- Денищук Феодосія
- Денищук Хома
- Денищук Ярина
- Дідух Сидір
- Дмитрук Анастасія
- Дмитрук Василь
- Дмитрук Ганна Гнатівна
- Дмитрук Ганна Тимофіївна
- Дмитрук Гнат
- Дмитрук Зінаїда
- Дмитрук Іван
- Дмитрук Лідія Гнатівна
- Дмитрук Лідія Тимофіївна
- Дмитрук Любов
- Дмитрук Марія Калениківна
- Дмитрук Марія Олексіївна
- Дмитрук Михайло
- Дмитрук Олексій
- Дмитрук Софія
- Дмитрук Тимофій
- Дмитрук Уляна
- Дмитрук Феодора
- Дмитрук Харитина
- Дмитрук Юхим
- Єфімова Ганна Томківна
- Єфімова Ганна Михайлівна
- Зінковська Ганна
- Зінковський Артем
- Захарчук Василь
- Каленюк Микола
- Каленюк Лукія
- Каленюк Ольга
- Каленюк Тихін
- Калюш Агафія
- Калюш Мирон
- Калюш Мокрена
- Калюш Петро
- Карп'юк Василь
- Карп'юк Лідія
- Карп'юк Марта
- Карп'юк Пелагея
- Карп'юк Петро
- Карп'юк Самуїл
- Катеринчик Лідія
- Катеринчик Ганна
- Копійчук Василь
- Копійчук Віра
- Копійчук Ганна
- Копійчук Марія Петрівна
- Копійчук Марія Юхимівна
- Копійчук Надія Федорівна
- Копійчук Охрім
- Копійчук Пелагея
- Копійчук Петро
- Копійчук Тетяна
- Мазур Іван
- Мазур Олена
- Мазур Ганна
- Максимчук Ганна
- Максимчук Дем'ян
- Максимчук Єфросинія Олексіївна
- Максимчук Єфросинія Харитонівна
- Максимчук Іван
- Максимчук Каленик
- Максимчук Катерина
- Максимчук Леонід
- Максимчук Максим
- Максимчук Марія Іванівна
- Максимчук Марія Максимівна
- Максимчук Марія Митрофанівна
- Максимчук Митрофан Климович
- Максимчук Михайло
- Максимчук Надія
- Максимчук Назар
- Максимчук Софія
- Максимчук Талимон Максимович
- Максимчук Талимон Трохимович
- Максимчук Тарас Талимонович
- Максимчук Юрій
- Мельник Агафія
- Мельник Ананій
- Мельник Анастасія
- Мельник Ганна
- Нагорна Домаха
- Нагорний Яків
- Нечипорук Анастасія
- Нечипорук Анатолій
- Нечипорук Василь
- Нечипорук Євдокія
- Нечипорук Іван
- Нечипорук Пилип
- Нечипорук Степанида
- Нечипорук Тетяна
- Нечипорук Уляна
- Нечипорук Федір
- Парфенюк Володимир
- Парфенюк Юхим
- Пантюк Марія
- Петрик Володимир
- Петрик Ксеня
- Петрик Талимон
- Родюк Галина
- Семенюк Адам
- Семенюк Андрій
- Семенюк Антон
- Семенюк Антоніна
- Семенюк Василь Андрійович
- Семенюк Василь Дмитрович
- Семенюк Василь Михайлович
- Семенюк Василь Юхимович
- Семенюк Володимир Ісакович
- Семенюк Ганна Карпівна
- Семенюк Ганна Андріївна
- Семенюк Ганна Тимофіївна
- Семенюк Гнат Дмитрович
- Семенюк Григорій
- Семенюк Дементій
- Семенюк Дмитро
- Семенюк Євгенія
- Семенюк Єфросинія Семенівна
- Семенюк Єфросинія Тимофіївна
- Семенюк Зіна
- Семенюк Іван Семенович
- Семенюк Іван Улянович
- Семенюк Іван Якович
- Семенюк Ісаак Карпович
- Семенюк Йосип Трохимович
- Семенюк Катерина Іллівна
- Семенюк Любов
- Семенюк Марія Гнатівна
- Семенюк Марія Дем'янівна
- Семенюк Марія Домківна
- Семенюк Марія Михайлівна
- Семенюк Марія Семенівна
- Семенюк Марія Юхимівна
- Семенюк Марія Якимівна
- Семенюк Марта Федорівна
- Семенюк Микола
- Семенюк Михайло Васильович
- Семенюк Михайло Іванович
- Семенюк Михайло Ілліч
- Семенюк Мотрона
- Семенюк Надія Іллівна
- Семенюк Надія Платонівна
- Семенюк Пелагія Флорівна
- Семенюк Парасковія
- Семенюк Петро
- Семенюк Платон
- Семенюк Семен
- Семенюк Софія
- Семенюк Степанида Євтухівна
- Семенюк Степанида Іванівна
- Семенюк Талимон Гнатович
- Семенюк Текля
- Семенюк тетяна
- Семенюк Тимофій
- Семенюк Улян
- Семенюк Устя
- Семенюк Феодосій
- Семенюк Хима Климівна
- Семенюк Хима Юхимівна
- Семенюк Юхим
- Семенюк Яким
- Семенюк Яків
- Ситник Софія
- Ситник Юхим
- Сосновська Устинія
- Сосновський Андрій
- Сосновський Іван
- Сосновський Прокіп
- Філіпчук Ганна
- Філіпчук Петро
- Філіпчук Секлета
- Шевчук Ганна
- Шевчук Іван
- Шевчук Катерина
- Шевчук Марія
- Юрчук Анастасія
- Юрчук Максим
- Юрчук Марина
- Юрчук Микола
- Юрчук Ростислав
- Юрчук Уляна
- Юрчук Харитон
- Юрчук Яків
- Ярмолюк Анастасія
- Ярмолюк Ганна Кіндратівна
- Ярмолюк Ганна Кузьмівна
- Ярмолюк Ганна Яківна
- Ярмолюк Марія Кирилівна
- Ярмолюк Іван
- Ярмолюк Кирило
- Ярмолюк Євдокія
- Ярмолюк Микола
- Ярмолюк Михайло Іванович
- Ярмолюк Михайло Якович
- Ярмолюк Надія
- Ярмолюк Онисія
- Ярмолюк Сергій
- Ярмолюк Софія
- Ярмолюк Текля
- Ярмолюк Юрій Якович
- Ярмолюк Яків Іванович
- Ярмолюк Яків Федорович

## Пам'ять
У радянську добу в Ремелі, який поступово відродився, було встановлено пам'ятник жертвам бійні 17 березня 1943 року. Однак, з огляду на політико-ідеологічні причини, трагедія Ремеля не набула широкого розголосу та повноцінного висвітлення. Згодом встановлено пам'ятник на місці колишньої школи. Проводяться заходи з увічнення пам'яті жертв.